# 鳳龍一雄
鳳龍 一雄（ほうりゅう かずお、1927年1月7日 - 1959年4月16日）は、立浪部屋に所属した元力士。本名は澤田 一雄（さわだ かずお）。京都府京都市出身。170cm、86kg。最高位は西十両5枚目。

## 経歴
1941年5月場所で初土俵を踏む。1948年5月場所で十両昇進。昭和生まれで最初の関取だった。十両は連続4場所務め、自己最高位の西十両5枚目まで番付を上げた1949年5月場所に22歳で廃業した。廃業した後は三重県桑名市で食堂を経営した。相撲巧者として知られ、勝ち味の速さを活かした取り口が特徴だった。
1959年4月16日、逝去。32歳没。

## 主な成績
- 通算成績：62勝58敗 勝率.517
- 十両成績：22勝28敗 勝率.440
- 現役在位：17場所
- 十両在位：4場所
- 各段優勝
  - 幕下優勝：1回（1947年11月場所）

### 場所別成績
| 1941年 （昭和16年） | x                  | （前相撲）              | x                    |
| 1942年 （昭和17年） | （前相撲）         | 東序ノ口10枚目 2–6      | x                    |
| 1943年 （昭和18年） | 西序ノ口7枚目 4–4  | 東序二段65枚目 5–3      | x                    |
| 1944年 （昭和19年） | 西序二段22枚目 4–4 | 東序二段13枚目 4–1      | 東三段目26枚目 3–2   |
| 1945年 （昭和20年） | x                  | 西三段目2枚目 3–2       | 西幕下16枚目 3–2     |
| 1946年 （昭和21年） | x                  | 国技館修理 のため中止   | 東幕下12枚目 4–3     |
| 1947年 （昭和22年） | x                  | 東幕下6枚目 2–3         | 西幕下9枚目 優勝 6–0 |
| 1948年 （昭和23年） | x                  | 西十両8枚目 4–7         | 東十両12枚目 5–6     |
| 1949年 （昭和24年） | 東十両12枚目 8–5   | 西十両5枚目 引退 5–10–0 | x                    |
| 各欄の数字は、「勝ち-負け-休場」を示す。 優勝 引退 休場 十両 幕下 三賞：敢=敢闘賞、殊=殊勲賞、技=技能賞 その他：★=金星 番付階級：幕内 - 十両 - 幕下 - 三段目 - 序二段 - 序ノ口 幕内序列：横綱 - 大関 - 関脇 - 小結 - 前頭（「#数字」は各位内の序列） |                    |                         |                      |

## 改名歴
- 澤田（さわだ）1941年5月場所 - 1944年1月場所
- 鳳龍 一雄（ほうりゅう かずお）1944年5月場所 - 1945年11月場所
- 鳳竜 一雄（ほうりゅう かずお）1946年11月場所 - 1947年11月場所
- 鳳龍 一雄（ほうりゅう かずお）1948年5月場所 - 1948年10月場所
- 鳳竜 一雄（ほうりゅう かずお）1949年1月場所
- 鳳龍 一雄（ほうりゅう かずお）1949年5月場所